# Dziennik Zachodni
Dziennik Zachodni – regionalna gazeta, dziennik ukazujący się w województwie śląskim i opolskim od 1945 roku. Jej siedziba mieści się w Sosnowcu, wcześniej mieściła się w Domu Prasy w Katowicach-Śródmieściu. Wydawany przez spółkę Polska Press Oddział Śląsk. Zajmuje się szeroką tematyką, przedstawia wydarzenia ze świata, kraju i regionu. Cechą charakterystyczną jest rysunkowy felieton Gwidona Miklaszewskiego umieszczony na ostatniej stronie.

## Historia

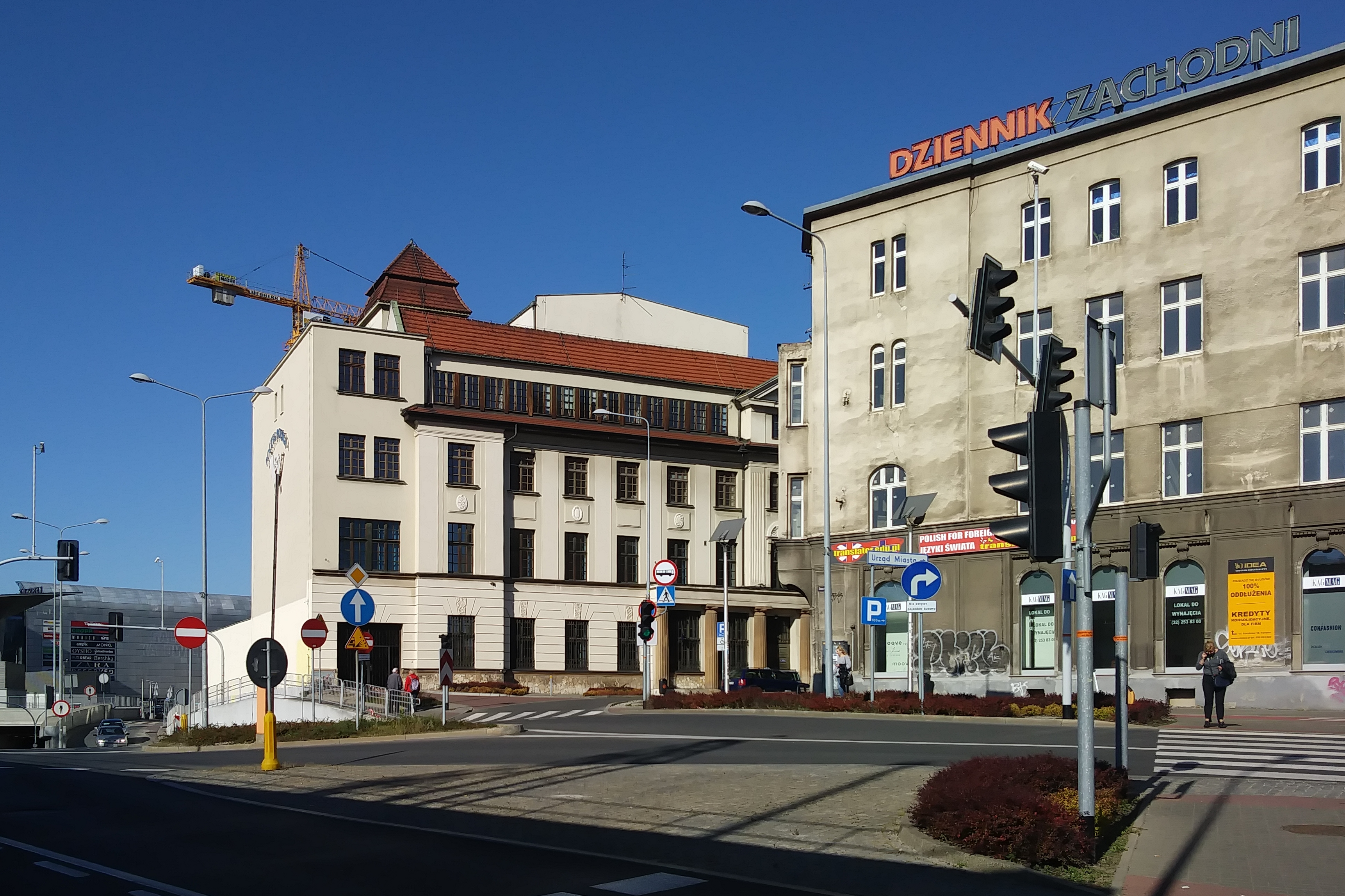
Siedziba redakcji w Katowicach przy ul. Pocztowej (2019)

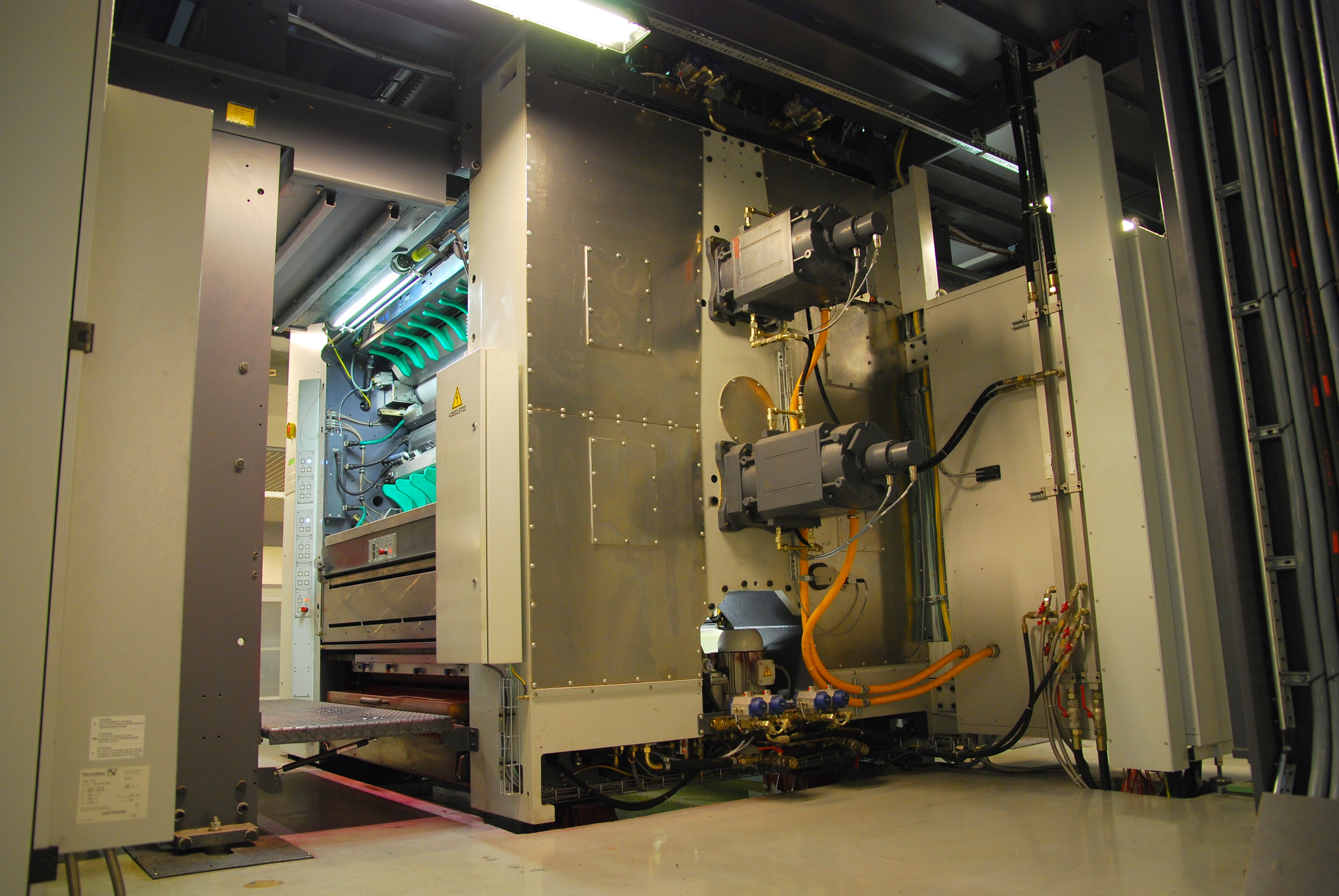
Maszyna drukarska „Dziennika Zachodniego”

Pierwszy numer gazety ukazał się 6 lutego 1945. Założycielem i pierwszym redaktorem naczelnym DZ był Stanisław Ziemba. Nazwa dziennika Zachodni związana jest z faktem, iż początkowo gazeta ukazywała na terenie całego Śląska, a także na Ziemiach Zachodnich.
Początkowo był nieoficjalnym organem Polskiej Partii Robotniczej.
W 2004 został połączony z Trybuną Śląską. Jak podają dane Związku Kontroli Dystrybucji Prasy z marca 2006, DZ był wówczas najlepiej sprzedającą się gazetą regionalną w Polsce, ze średnią liczbą 104 840 sprzedanych egz. w marcu (7,4 proc. wzrost w stosunku do 2005).
W marcu 2007 w Sosnowcu-Milowicach uruchomiona została nowa drukarnia „Dziennika Zachodniego” wyposażona w nowoczesną maszynę offsetową firmy MAN-Roland marki Colorman.
15 października 2007 Dziennik Zachodni, wraz z częścią innych regionalnych dzienników należących do spółki Polska Press, został wcielony do nowej gazety ogólnopolskiej „Polska”, przygotowywanej we współpracy z angielskim dziennikiem „The Times”. Zmienił wtedy nazwę na Polska Dziennik Zachodni. Mimo iż szata graficzna dziennika oraz część dodatków do niego uległy zmianie, Polska Dziennik Zachodni nawiązywał do tytułu, który ukazywał się od 1945 roku. Siedziba główna przeniosła się z Katowic do Sosnowca w 2009 roku. 14 stycznia 2013 redakcja czasopisma przeniosła się z ulicy Młyńskiej 3 na ulicę Pocztową 16 w Katowicach. W 2015, po rezygnacji Polska Press z wydawania gazety ogólnopolskiej, wrócił do dawnego tytułu Dziennik Zachodni.
29 kwietnia 2021 dotychczasowy redaktor naczelny DZ, Marek Twaróg, został zwolniony po 11 latach na tym stanowisku, a jego miejsce zajął Grzegorz Gajda. W połowie lutego 2023 Grzegorz Gajda został odwołany ze stanowiska, a pełniącym obowiązki został Jędrzej Lipski. Na stałe został mianowany redaktorem naczelnym w maju 2023. 1 lipca 2024 redaktorem naczelnym został Marcin Zasada.

## Stałe działy
- Dziennik Zachodni
  - Tylko u nas – Tabelka z nadchodzącymi dodatkami na 3 dni
  - Komentarze czytelników
- Fakty 24
  - Region
  - Rybnik
  - Zagłębie
  - Beskidy
  - Częstochowa
  - Polska/Świat
- Nasze Sprawy
- Kultura
- Repertuary
- Telewizja i relaks
  - Pogoda
  - Imieniny
  - Krzyżówka
  - Horoskop
- Ekologia
- Komunikaty
- Ogłoszenia drobne/nekrologi
- Sport
  - lotto

Przy piątkowym wydaniu DZ:
- Opinie (przed działem nasze sprawy)
- Magazyn
  - Temat tygodnia
  - Obyczaje
  - Zbliżenia
  - Rozmowa

## Stałe dodatki tematyczne
- Świat i życie – ukazywał się od maja 1946 do 1955 roku
- Perspektywy – ukazywały się od 1955 do 1957 roku
- Żyj zdrowo

### Poniedziałek
- Kibic – dodatek sportowy
- praca.gratka.pl – Poradniki i ogłoszenia dla pracowników

### Wtorek
- dom.gratka.pl – Poradniki i ogłoszenia dot. nieruchomości
- Korki we wtorki – Dodatek dla uczniów
- Plakat edukacyjny – Dodatek od „korki we wtorki”

### Środa
- Tygodnik 50+ – Dodatek dla emerytów i rencistów

### Czwartek
- motogratka – Poradniki i ogłoszenia motoryzacyjne
- Trybuna Górnicza – Newsy górnicze

### Piątek
- Tele Magazyn – Program telewizyjny
- Tygodnik lokalny (ukazuje się w 31 miastach powiatowych)
- Będzie się działo

### Sobota
- Magazyn rodzinny